# Copa Intercontinental de Padbol
La Copa Intercontinental de Padbol es una competición internacional que consagra al mejor club de Padbol del mundo.
La primera edición se llevó a cabo del 19 al 21 de noviembre de 2015 en las Islas Canarias, España y consagró al Padbol Canario tras imponerse en la final a La Meca Padbol Club, de Argentina. 

## Historia
La primera edición se disputó en las Islas Canarias del 19 al 21 de noviembre de 2015. El trofeo fue para los locales Almeida/Belza, representantes de Padbol Canario, tras un doble 6-3 ante los argentinos Maidana/Narbaitz, de La Meca Padbol Club.

## Resultados

### Campeonatos
| Año          | Sede           | Campeón        | Resultado | Subcampeón | Tercero lugar  | Resultado | Cuarto lugar |
| ------------ | -------------- | -------------- | --------- | ---------- | -------------- | --------- | ------------ |
| 2015 Detalle | Islas Canarias | Padbol Canario | 6-3       | La Meca    | Padbol Canario | 7-6       | La Meca      |

### Palmarés
La lista a continuación muestra a los clubes que han estado entre los cuatro mejores de alguna edición del torneo.
| Club    | Campeón  | Subcampeón | Tercer puesto | Cuarto puesto |
| ------- | -------- | ---------- | ------------- | ------------- |
| Canario | 1 (2015) |            | 1 (2015)      |               |
| La Meca |          | 1 (2015)   |               | 1 (2015)      |

## Premios

### Mejor jugador
Este premio es una mención a aquel que se ha considerado como el mejor jugador del torneo
| Copa          | Mejor jugador | Club    |
| ------------- | ------------- | ------- |
| Canarias 2015 | Jorge Belza   | Canario |